# Ларие, Йонуц
Йонуц Ларие (рум. Ionuț Larie; 16 января 1987, Констанца, Румыния) — румынский футболист, защитник румынского клуба «Фарул».

## Карьера
Футбольную карьеру начал в 2005 году в составе румынского клуба «Портул Констанца». В 2006 году подписал контракт с румынским клубом «Фарул».
В 2008 году на правах аренды переходит в румынский клуб «Рымнику Вылча», в том же году был арендован клубом «Дельта» (Тулча). В 2010 году перешел в румынский «Вииторул» (Констанца).
В 2014 году подписал контракт с клубом ЧФР, где становится обладателем Кубка Румынии. В 2017 годах перешел в румынский клуб «Стяуа». В 2018 году подписал контракт с казахстанским клубом «Тобол» (Костанай), где стал бронзовым призёром чемпионата Казахстана.

## Достижения
«ЧФР Клуж»
- Обладатель Кубка Румынии: 2015/16

«Тобол»
- Бронзовый призёр чемпионата Казахстана: 2018